# 走れ、絶望に追いつかれない速さで
『走れ、絶望に追いつかれない速さで』（はしれ、ぜつぼうにおいつかれないはやさで）は、2015年製作、2016年劇場公開の日本映画である。日本最大の映画祭第28回東京国際映画祭の“日本映画スプラッシュ”において入選上映された中川龍太郎監督による実体験に基づいたヒューマン群像物語。

## あらすじ
青春の日々を共に過ごした親友・薫の死を受け入れられないでいる漣。亡くなった理由も分からず、慌ただしい日々が過ぎ去るなかで悲しさを紛らわしてゆく。ある時、薫が描き遺した大切な1枚の絵を手にする。そこに描かれていたものは薫の中学時代の同級生・環奈の姿であった。薫の恋人だった理紗子と共に親友の死を知らせるべく漣は彼女の元へと向かう決心をする。

## キャスト
- 村上漣 - 太賀
- 葛西薫 - 小林竜樹
- 飯野理沙子 - 黒川芽以
- 佐倉朋子 -  藤原令子
- 斉木環奈 - 寉岡萌希
- 志麻幹 - 飯田芳
- 薫の兄 - 宮本行
- 先輩 - 松浦祐也
- 井端珠里、畠山紬、池澤あやか、鈴木太一、井坂聡 ほか

## スタッフ
- 監督・脚本 - 中川龍太郎
- 製作総指揮 - 木ノ内輝
- 脚本協力 - 福島拓哉
- 撮影監督･編集 - 今野康裕
- 録音指導 - 井手翔平
- 録音 - 伊豆田廉明
- 録音助手 - 石森剛史
- 衣装･メイク - 平方さつき
- 制作 - 武笠恭太、中村萌乃
- 音楽 - 酒本信太
- ハンググライディング指導 - 鈴木由路
- ロケ協力 - 富山県ロケーションオフィス、朝日町 (富山県)、上市町観光協会、富山県立伏木高等学校、富山地方鉄道、新潟県フィルムコミッション協議会 ほか
- 協力 - 日本ハング・パラグライディング連盟
- プロデューサー - 藤村駿
- ラインプロデューサー - 佐藤宏
- 製作協力 - 株式会社アダム
- 製作 - Tokyo New Cinema

## 上映
東京で開催された第28回東京国際映画祭（2015年）日本映画スプラッシュ作品にて10月24日にワールド・プレミア上映。スイスのチューリッヒで開催された「GINMAKU日本映画祭2016」にて4月16日にヨーロッパ・プレミア上映。ドイツで開催された「第17回ハンブルク日本映画祭」にて2016年6月11日に上映。
クラウドファンディングで全国上映プロジェクトを立ち上げ投資を募り、2016年6月24日に目標金額を突破し達成した。
2016年6月4日から渋谷ユーロスペースほかで全国順次公開。9月3日、札幌プラザ2・5。10月6日、青山学院大学関係者限定上映・青山キャンパス本多記念国際会議場。10月15日～21日、名古屋シネマテーク。11月09日、11月13日、KAWASAKIしんゆり映画祭・川崎市アートセンター・アルテリオ映像館。11月23日、第26回TAMA映画祭 スクリーンで輝く若手男優・パルテノン多摩。
2017年1月21日～27日、山口県下関市cinema chlorine。3月1日～7日、広島県広島市横川シネマ!!。3月11日～17日・3月20日～24日、京都府京都市京都みなみ会館。3月11日～24日、兵庫県神戸市元町映画館。3月18日～31日、大阪府大阪市第七藝術劇場ほか。

## 評価
フランスの映画批評誌カイエ・デュ・シネマ（Cahiers du Cinéma）2016年1月号掲載で「この夢見るようなロードムービーで、私たちは東京の夜の街角を彷徨い、街のオーロラをビルの屋上から目撃しながら小型飛行機で旋回する。」と形象し、「東京国際映画祭の目的はこの監督のような「クール・ジャパン」とは程遠い、極めて感度の高い作家を支えることにある。かくなる上は見過ごされ兼ねないこのような監督を、創作世界の端から主流ステージに持ってくることが必要だ。」と評価した。
また、映画の公開にて女優の倍賞千恵子、俳優の染谷将太らもコメントを寄せている。